# Dachritz 3, 5, 8

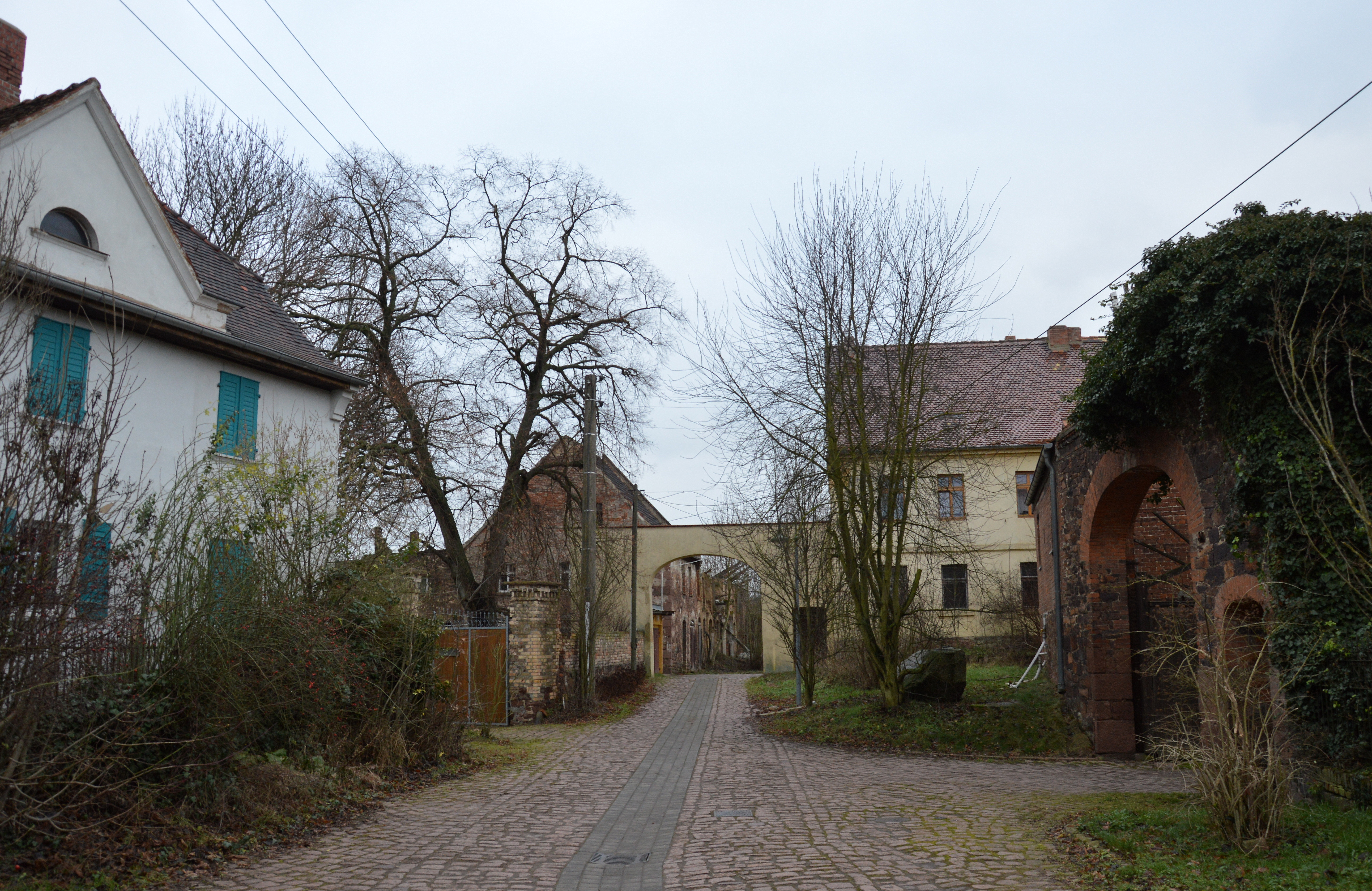
Dachritz 3, 5, 8; Blick von Norden, links Dachritz 3, geradezu Dachritz 5, rechts Dachritz 8 (Gehöft Pfeffer)

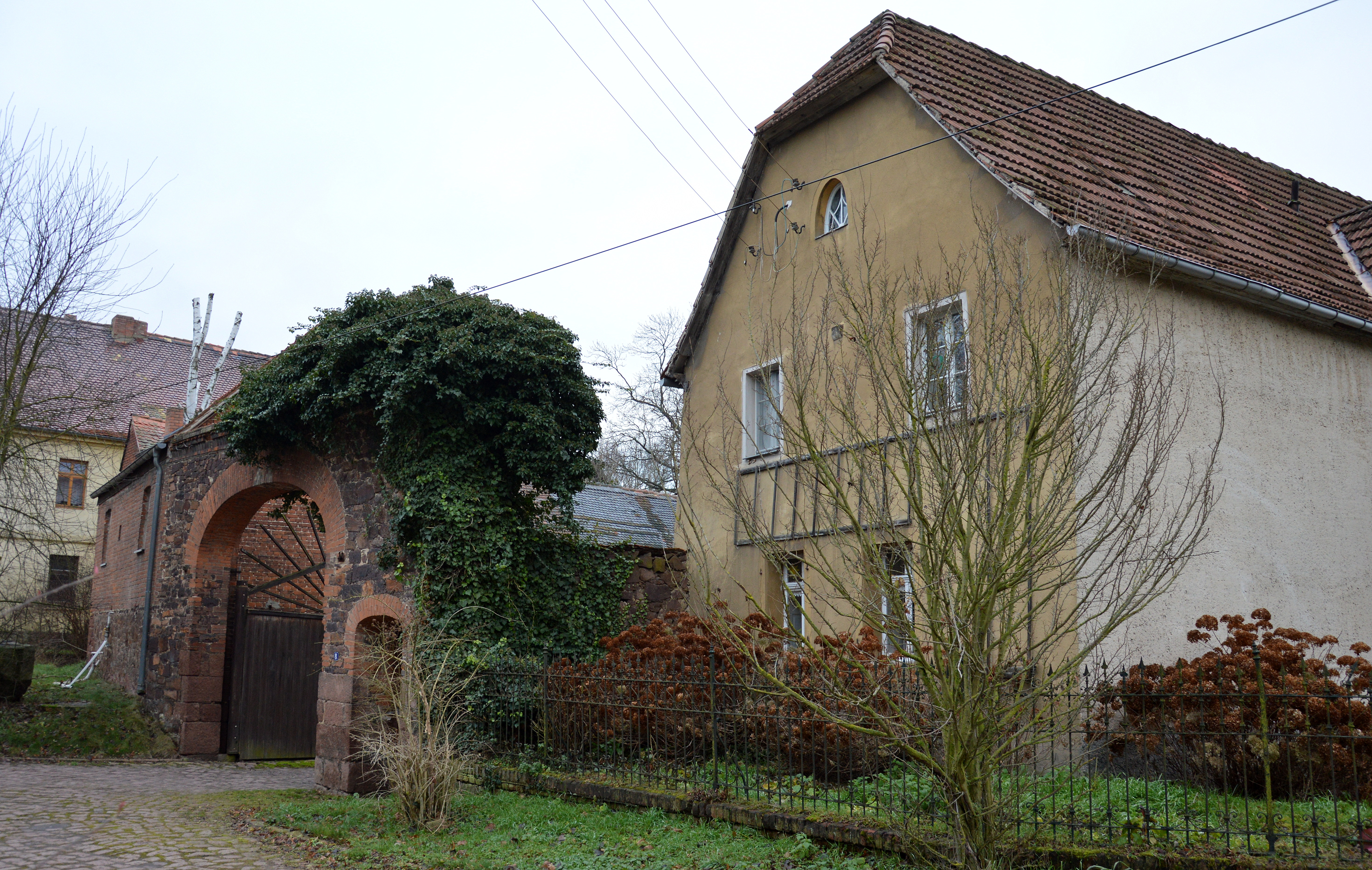
Gehöft Pfeffer

Dachritz 3, 5, 8 ist die Bezeichnung für einen denkmalgeschützten Straßenzug im zur Ortschaft Wallwitz der Gemeinde Petersberg gehörenden Dorf Dachritz in Sachsen-Anhalt.

## Lage
Der Denkmalbereich liegt im südlichen Teil von Dachritz am südlichen Ende der Straße Dachritz. Zum Denkmalbereich gehört das auch als Einzeldenkmal ausgewiesene Gehöft Pfeffer.

## Architektur und Geschichte
Der Straßenzug umfasst einen dörflich geprägten Bereich, der durch drei große Bauernhöfe mit ihren Wohnhäusern und Wirtschaftsgebäuden dominiert wird, darunter das aus dem 18. Jahrhundert stammende Wohnhaus des Gehöfts Pfeffer.
Im örtlichen Denkmalverzeichnis ist der Straßenzug unter der Erfassungsnummer 094 55511 als Denkmalbereich verzeichnet. Noch in den 1990er Jahren war in der Bezeichnung des Denkmalbereichs auch das Grundstück Dachritz 2 enthalten.